# Vilaietul Scutari
Vilaietul Scutari (İşkodra, Shkodër sau Shkodra; în turcă İșkodra Vilayeti sau Vilayet-i İşkodra; în albaneză Vilajeti i Shkodrës) a fost o diviziune administrativă de prim nivel (vilayet) a Imperiului Otoman, care a existat între 1867 și 1913, situată în părți din ceea ce sunt astăzi Muntenegru și Albania. La sfârșitul secolului al XIX-lea avea o suprafață de 13.800 km².

## Istorie
Vilayetul Scutari a fost înființat în 1867. Sangeacul Scutari⁠(d) a fost înființat când Imperiul Otoman a cucerit cetatea Scutari după un asediu în anii 1478-1479⁠(d). O mare parte din Principatul Zeta a fost adăugată teritoriului Sangeacului Scutari în 1499. În 1514, acest teritoriu a fost separat de sangeacul Scutari pentru a forma sangeacul Muntenegrului⁠(d), condus de Skenderbeg Crnojević⁠(d). După moartea acestuia în 1528, sangeacul Muntenegrului a fost din nou inclus în sangeacul Scutari, ca o unitate administrativă specială, având un anumit grad de autonomie.
În 1867 Sanjakul din Scutari s-a unit cu Sanjakul din Skopje și a devenit Scutari Vilayet. Sanjak-urile sale au fost Sanjak din Scutari, Prizren și Sanjak din Dibra . În 1877 Prizren a trecut în Kosovo Vilayet, iar Dibra a trecut în Monastir Vilayet, în timp ce orașul Durrës (Dıraç) a devenit Durrës Sanjak. După războiul ruso-turc (1877–1878), orașele Bar, Podgorica, İșpozi și Zabyak au fost cedate Muntenegrului în 1878. De asemenea, Ülgün a fost cedat Muntenegrului în 1881.
La sfârșitul perioadei otomane, spre deosebire de alte zone ale imperiului, catolicii albanezi din vilaietul İşkodra aveau acces la școli în limba albaneză, subvenționate de Austro-Ungaria. Clerul catolic local era și el implicat în dezvoltarea literaturii albaneze, în special religioase, menită să păstreze și să întărească credința romano-catolică în regiune. Între cei mai renumiți dascăli s-au numărat franciscanii Gjergj Fishta și Shtjefën Gjeçovi. Datorită amplasării în apropierea graniței cu Muntenegru, statul i-a scutit pe locuitorii orașului İşkodra de serviciul militar regulat și, spre deosebire de alți locuitori urbani din imperiu, aceștia plăteau mai puține impozite.
Otomanii controlau efectiv în principal puținele centre urbane și zonele din vale ale vilaietului, în schimb în munți prezența lor era minimă și aproape inexistentă, unde malësorii (albanezii de la munte) duceau o existență autonomă supunându-se legilor tribale kanun ale lui Lek Dukagjini. Disputele se rezolvau adesea prin legea tribală în cadrul unor răzbunări sângeroase și vendete (gjakmarrja), deși oficialii otomani o respingeau vehement. Nouăsprezece la sută din decesele bărbaților din vilaietul İşkodra erau cauzate de ucideri în contextul vendetelor și duelurilor sângeroase în perioada otomană târzie. Malësorii îi considerau pe oficialii otomani o amenințare la adresa modului lor de viață tribal și lăsau în seama bajraktarilor (căpeteniilor) sarcina de a trata cu sistemul politic otoman.
Malësorii (locuitorii din munți) trăiau în trei regiuni geografice din sangeacul İşkodra. Malesia e Madhe („Munții cei mari”) cu cinci triburi mari (Hoti, Kelmendi, Shkreli, Kastrati și Gruda) și șapte triburi mici, amestecați religios catolici cu musulmani; Malesia e Vogel („Munții cei mici”) cu șapte triburi catolice, ca Shala, Shoshi, Toplana, Nikaj; și Mirdita, care era un trib mare și puternic, ce putea mobiliza 5.000 de ostași în tripe neregulate. Guvernul estima că puterea militară a malësorilor din sangeacul İşkodra era de peste 30.000 de oameni, iar oficialii otomani erau de părere că muntenii puteau singuri să învingă Muntenegrul, cu un sprijin limitat din partea Imperiului.
Sangeacul Dıraç cuprindea câmpia fertilă Zadrima dintre Mirdita și râul Drin. Viața politică din sangeac era dominată de câțiva puternici latifundiari albanezi, cum ar fi familia Toptani, care controla zona din jurul Krujei și Tiranei ca fief personal, având proprietăți însumând aproximativ 50.000 ha. Pentru a-și proteja interesele economice, beii proprietari de pământuri din zonă mențineau mici armate private, formate din 200 până la 500 de oameni, care serveau și ca gărzi de corp în timpul călătoriilor. Din punctul de vedere al albanezilor, în anii 1880, sangeacurile İşkodra și Dıraç, împreună cu întregul vilayet İşkodra, aparțineau regiunii Gegënia⁠(d).

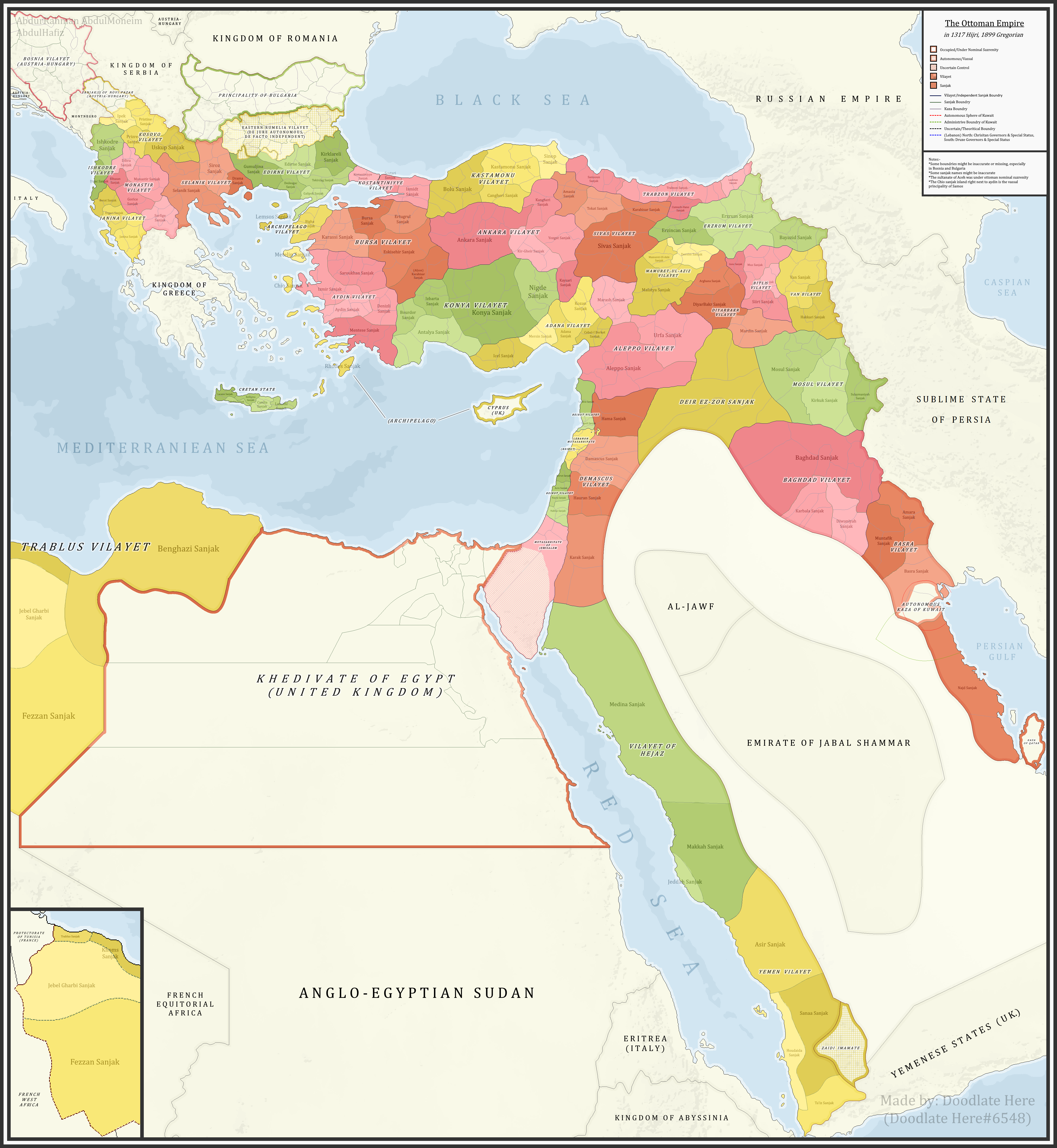
Hartă a diviziunilor administrative ale Imperiului Otoman în anul 1317 Hijri (1899 gregorian), inclusiv vilaietul Scutari și sangeacurile sale.

În 1912 și la începutul anului 1913, teritoriul a fost ocupat de membrii Ligii Balcanice în timpul Primului Război Balcanic. În 1914, teritoriul vilaietului Scutari a devenit parte a Principatului Albaniei, format pe baza acordului de pace semnat în timpul Conferinței de la Londra⁠(d) din 1913.

## Subdiviziuni administrative
Sangeacurile vilaietului:
1. Sangeacul Scutari⁠(d) (Shkodër, Lezhë, Orosh⁠(d), Pukë, Tuzi)
2. Sangeacul Dıraç⁠(d) (Durrës, Tirana, Krujë, Kavajë, Shijak)

## Demografie
În anii 1880, populația vilayetului İşkodra varia între 200.000 și 300.000 de locuitori, împărțită între cele două sanjacuri İşkodra (majoritar catolic) și Dıraç (majoritar musulman). Albanezii erau principala etnie din vilaiet, reprezentând peste 90% din populație.
Intelectualul otomano-albanez Sami Frashëri a estimat în anii 1880 populația orașului Shkodër la 37.000 de locuitori, trei sferturi musulmani, iar restul creștini, în mare parte catolici și câteva sute de ortodocși.

### Estimare din 1874
Conform estimărilor consulatului rus Ivan Iastrebov, în sangeacul Scutari existau 80.000 de bărbați catolici, 20.000 de bărbați ortodocși și 9.500 de bărbați musulmani. Majoritatea populației vorbea limba albaneză. El a afirmat că ortodocșii și câțiva musulmani vorbeau limba sârbă.

### Estimare din 1911
Conform datelor recensământului otoman, populația totală a vilaietului era în 1911 de 349.455 de locuitori, cu următoarea compoziție etnoreligioasă (sârbii și albanezii ortodocși fiind listați ca greci):
- Musulmani - 218.089
- Catolici - 120.611
- Greci - 10.755

### Estimarea din 1912
Un articol din 21 decembrie 1912 publicat în revista belgiană Ons Volk Ontwaakt („Națiunea noastră se deșteaptă”) estima populația la 185.200 de locuitori:
- albanezi musulmani - 80.000
- sârbi musulmani - 40.000
- sârbi ortodocși - 30.000
- albanezi catolici - 14.000
- vlahi ortodocși - 10.000
- evrei - 5.000
- țigani musulmani - 5.000
- turci musulmani - 1.200